# Središnja dogma molekularne biologije
Središnja dogma molekularne biologije je termin kojeg je prvi put skovao Francis Crick 1958. godine i koji je službeno uveden u časopisu Nature 1970. godine. Središnja dogma molekularne biologije bavi se s prijenosom informacija u stanici. Kaže da se informacija ne može prenijeti iz proteina u nukleinsku kiselinu, niti u drugi protein. Ukratko glasi: DNK -> RNK -> bjelančevine. U današnjici je već poznata dvosmjernost prijenosa informacija između DNK i RNK.
Drugim riječima, kada se iz kalupa RNK sintetizira protein, nije moguć povratak u nukleinsku kiselinu. 
Dogma je okvir koji objašnjava prijenos informacijskog slijeda između biokemijskih polimera koji prenose informaciju, najčešće u živim organizmima. Postoje tri glavne skupine takvih polimera: DNK i RNK (nukleinske kiseline) i bjelančevine. S obzirom na to da broj molekula, devet mogućih prijenosa bi trebalo postojati, međutim, moderna biologija je prepoznala i svrstala prijenose u tri skupine:
1. Općeniti prijenos, za koji se vjeruje da se odvija normalno u svim stanicama,
2. Specifični prijenos, za koji se zna da se događa ali pod specifičnim uvjetima,
3. Nepoznati prijenos, za koji se smatra da se ne može odvijati.

Općeniti prijenos opisuje normalan tijek biološke informacije: DNK se može kopirati u DNK (replikacija DNK), može se kopirati u mRNK (transkripcija) i proteini se mogu sintetizirati koristeći informacije pohranjene u mRNK koji služi kao kalup. 

## Biološka informacija
Biološki polimeri RNK, DNK i proteini su linearni polimeri, što znači da je svaki monomer spojen s još najviše dva druga monomera. Redoslijed monomera sadrži informaciju. Prijenos informacija koji opisuje centralna dogma je deterministički; sekvenca jednog polimera služi kao kalup drugog čija je sekvenca potpuno ovisna o izvorišnom polimeru.

## Općeniti prijenosi informacija
| Općeniti           | Specifični         | Nepoznati                   |
| ------------------ | ------------------ | --------------------------- |
| DNK → DNK          | RNK → DNK          | bjelančevina → DNK          |
| DNK → RNK          | RNK → RNK          | bjelančevina → RNK          |
| RNK → bjelančevina | DNK → bjelančevina | bjelančevina → bjelančevina |

### Replikacija DNK
Kao završni korak u središnjoj dogmi, za prijenos genetičke informacije između roditelja i potomaka, DNK mora biti vjerno repliciran. Replikaciju provodi kompleksna grupe proteina koji odvija super-zavojnicu, dvostruku zavojnicu, a zatim, koristeći DNK polimeraze i njima združene proteine, kopira ili replicira sami glavni predložak tako da se ciklus DNK - RNK - protein može ponoviti u novim generacijama proteina.

### Transkripcija
Transkripcija (Prepisivanje) je proces u kojem se informacije sadržane u dijelu DNK prenosi na novostvorenu molekulu RNK (mRNK). U procesu sudjeluje RNK polimeraza i transkripcijski faktori. U eukariotskim stanicama primarni transkript (pre-mRNK) se često obrađuje do same mRNK. U ovom procesu, dijelovi pre-mRNK su izrezani i preuređeni, za izradu različitih oblika organizacije izvorne sekvence. 

### Translacija
Na kraju, obrađeni mRNK pronalazi put do ribosoma, gdje je "preveden". U prokariotskih stanica, koje nemaju jezgru, procesi transkripcije i translacije mogu biti povezani zajedno. U eukariotskim stanicama, mjesto gdje se odvija transkripcija (stanične jezgre) obično je odvojen od mjesta translacije (citoplazme), tako da mRNK iz jezgre mora biti otpremljena u citoplazmu, gdje može biti vezana ribosoma. Ribosom čita mRNK kao triplet kodon, obično počevši od kodona AUG, odnosno inicijatora metionin-kodona. Ribosomu, ovisno o kodonu, pristupa tRNK koji donosi određenu aminokiselinu, i tako raste polimerni lanac.

## Specifični prijenos informacija

### Reverzna transkripcija
Reverzna transkripcija je prijenos informacija iz RNK u DNK (suprotno od obične transkripcije). Ovaj se proces odvija kod retrovirusa, poput HIV-a, kao i prilikom sinteze telomera.

### Replikacija RNK
Replikacija RNK je kopiranje jedne RNK na drugu. Mnogi se virusi ovako razmnožavaju. Enzimi koji kopiraju RNK na novi RNK se naziva RNK-ovisne RNK polimeraze, a također ih nalazimo u brojnim procesima kod eukariota, gdje su zaslužni za izrezivanje RNK.